# 威廉·阿杰·莫菲特
威廉·阿杰·莫菲特（英語：William Adger Moffett，1869年10月31日—1933年4月4日），美国海军少将，是美国海军航空兵的缔造者。

## 生平
1869年10月31日，莫菲特出生于南卡罗来纳州查尔斯顿 (南卡罗来纳州)|查尔斯顿，1890年毕业于美国海军学院。
美西战争期间，莫菲特在查爾斯頓號防護巡洋艦服役，打下了关岛和马尼拉。
在1914年墨西哥内战期间，莫菲特在月黑风高之夜在没有航标和引航员的情况下把切斯特号轻巡洋舰开进海湾抵近射击，由于没有航标和引航员，此举冒了很大风险，因而莫菲特获得国会荣誉勋章。
第一次世界大战期间，他负责芝加哥附近五大湖海军训练中心，组建了美国海军的航空训练中心。
在1918-1921年担任密西西比号战列舰舰长时，组建了舰上的侦察机分队。
1921年，莫菲特受命组建美国海军航空局，把先前分散在很多部门的航空事宜集中管理，从战术到技术一手创建了系统的海军航空。在创建美国海军航空局时，莫菲特顶住了美国军事航空的始祖比利·米切尔少将要把“所有空中力量集中到陆军航空队”的压力，组建了独立的海军航空兵，被誉为“航空海军将军”。
虽然莫菲特本人不是飞行员，但热衷飞行。1922年，新法律规定，海军航空局的人员至少 70% 必须具有飞行员或空中观察员资格。莫菲特身先士卒，成为美国海军第一个空中观察员。
1933年乘坐阿克隆號飞艇的时候，在新泽西海岸遇到暴风，失事丧生。遗体安葬在了阿灵顿国家公墓

## 纪念
- 波特级驱逐舰的7号舰DD-362被命名为莫菲特号驱逐舰。